# Rongel-Riff
Das Rongel-Riff (bulgarisch риф Ронжел rif Rongel) ist ein schmales und halbmondförmiges Riff vor der Südküste der Livingston-Insel im Archipel der Südlichen Shetlandinseln. Es erstreckt sich in nordost-südwestlicher Ausrichtung über eine Länge von 600 m vor dem Nordwestufer des Emona Anchorage im Osten der Insel. Bei niedriger Tide ragen die Felsen am nordöstlichen Ende bis zu 3 m aus dem Wasser. Der Mittelpunkt des Riffs befindet sich 2,85 km nordnordwestlich des Kap Hespérides, 3,12 km westlich des Aleko Rock und 3,35 km ostnordöstlich des Ereby Point.
Entstanden ist das einer Moräne entsprechende Riff durch zurückweichendes Gletschereis. Die bulgarische Kommission für Antarktische Geographische Namen benannte es 1996 nach dem brasilianischen Schiff Ary Rongel, das bulgarische Wissenschaftler bei ihren Arbeiten logistisch unterstützt hatte.